# 天人三策
《天人三策》又稱《賢良對策》，是漢代學者董仲舒向漢武帝呈上的三篇考試答卷。「天人」是指對策的主題「天人相應」:12、16。
西漢太初元年(前104年十月)，漢武帝诏举贤良方正直言谏：……夫五百年之间，守文之君，当涂之士，欲则先王之法以戴翼其世者甚众，然犹不能反，日以仆灭，至后王而后止，岂其所持操或缪而失其统与？固天降命不 查复反，必推之于大衰而后息与？乌乎！凡所为屑屑，夙兴夜寐，务法上古者，又 将无补与？三代受命，其符安在？灾异之变，何缘而起？…………伊欲风流 而令行，刑轻而奸改，百姓和乐，政事宣 昭，何修何饬而膏露降，百谷登，德润四 海，泽臻草木，三光全，寒暑平，受天之祜，享鬼神之灵，德泽洋溢，施乎方外， 延及群生？………“何行而可以彰先帝之洪 业，上参尧舜，下配三王？”（《汉书·董 仲舒传》）

## 天人感应
董仲舒把诸子百家中的阴阳家的一些思想加以改造，杂揉进儒学，再以自然现象加以论证。发展成为〈天人感应〉的学说。

## 天人合一
"天者，万物之祖，万物非天不生。""为人者天也，人为之人本于天，天亦之曾祖父也。""天者，百神之君也。""唯天子受命于天，天下受命于天子"《春秋繁露•为人天者》把天作为宇宙的最高主宰，人为天所造，人副天数，"天人合一"学说乃成。

## 目的
1. 君權神授："屈民而伸君，屈君而伸天。"《春秋繁露•玉杯》把君主的权力说成天所受。君主代表天进行统治俗世，治理人世，一切臣民宜当无条件服从。
2. 推明孔氏，抑黜百家：儒家通过对"天意"的解释权的垄断，实现了对君权限制和制约，也确立了儒家的正统地位。
3. 明教化，立太学：董仲舒建议汉武帝"明教化，办太学，正法度"。"夫万民之从利也，如水之走下，不以教化提防之，不能止之。""立太学以教于国，立庠序以化于邑，渐民以仁，摩民以谊，节民以礼。"《汉书•董仲舒传》
4. 春秋大一统，尊王攘夷："《春秋》大一统者，天地之常经，古今之通谊也。""易王，帝只，表骄，好勇，仲舒以礼匡王，王敬重焉。""《史记》